# Galacs
Galacs románul: Goleț, falu Romániában, a Bánságban, Krassó-Szörény megyében.

## Fekvése
Karánsebestől délre, a Temes bal oldala közelében, a Goletz patak mellett fekvő település.

## Története
Galacs nevét 1468-ban említette először oklevél Golyecz in districtu Karansebes formában, Mátyás király adománylevelében.
1501-ben Golacz, 1525-ben  Golecz, 1531-ben  Galach,  Galacz, 1613-ban  Gholecz, 1808-ban Golecz, Golec, 1913-ban Galacs alakban írták.
1468-ban Mátyás király Örményesi (Fiáth) Lászlónak és Lajosnak és Macskásy Jakabnak a karánsebesi kerületben fekvő Goliecz, Padurencz, Miraja, Petrosnicza, Bokosticza, Valisora, és Csernecz falukra, melyeknek már őseik is birtokában voltak, új adományt adott az aradi káptalan által.
1501-ben Fiáth Lajos és László közt egyezség jött létre Golacz és más falvakban levő birtokaikról.
1525-ben II. Lajos király Fiáth János leányának Katalinnak adományozta apja Bukin, Cseresnya, Golecz, Petrosnicza nevű birtokait, valamint Bolvasuicza felét.
1531-ben Fiáth Ferenc tiltakozott az ellen, hogy János király Galacz és más birtokokat eladományozzon.
A trianoni békeszerződés előtt Krassó-Szörény vármegye Karánsebesi járásához tartozott.
1910-ben 793 lakosából 5 magyar, 34 német, 754 román volt. Ebből 44 római katolikus, 743 görög keleti ortodox volt.

## Források

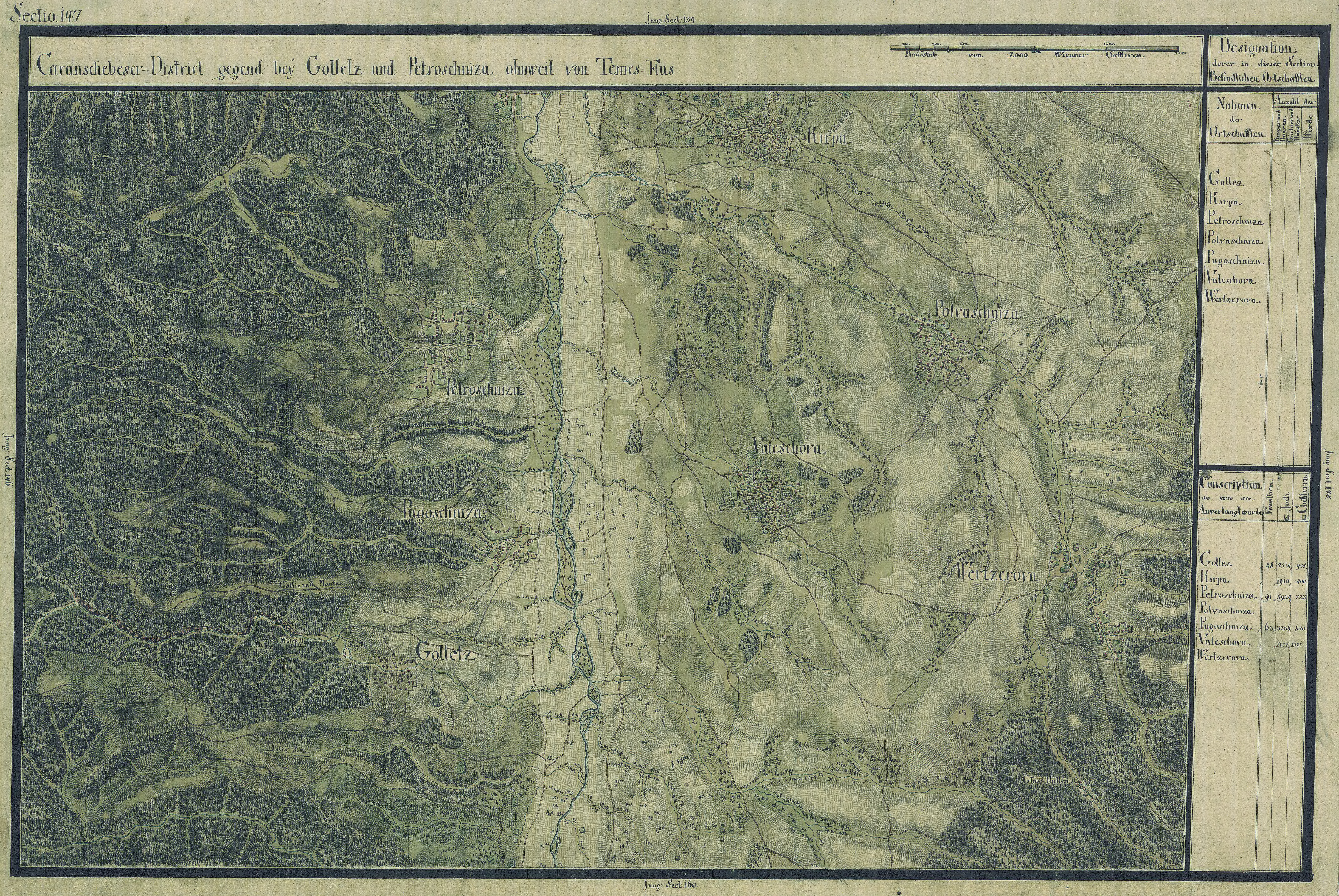
Galacs egy rég térképen